# Шосдорлаг
Шосдорла́г (Исправи́тельно-трудово́й ла́герь шоссе́йно-доро́жного строи́тельства) — подразделение, действовавшее в структуре Главного управления исправительно-трудовых лагерей Народного комиссариата внутренних дел СССР (ГУЛАГ НКВД СССР).

## История
Шосдорлаг был организован в 1937 году на базе выделенного из состава Дальлага Отдела шоссейно-дорожного строительства. Управление лагеря находилось в г. Хабаровске. Первоначально Шосдорлаг подчинялся непосредственно ГУЛАГу, в 1938 году был переподчинён Главному управлению шоссейных дорог НКВД (ГУШОСДОР), а в дальнейшем — Управлению исправительно-трудовых лагерей и колоний Управления НКВД по Хабаровскому краю.
Максимальное единовременное количество заключенных могло достигать более 40 000 человек.
Шосдорлаг был расформирован в 1940 году.

## Производство
Основной производственной деятельностью заключённых являлось дорожное строительство в регионах Дальнего Востока.

## Начальники
- Пантелейманчук В. (упом. 25.05.1952)
- Лисица (упом. 01.08.1953)